# Eritreische Befreiungsfront

Flagge der Eritreischen Befreiungsfront; zugleich auch Flagge des autonomen Eritrea als Teil Äthiopiens (1952–1961)

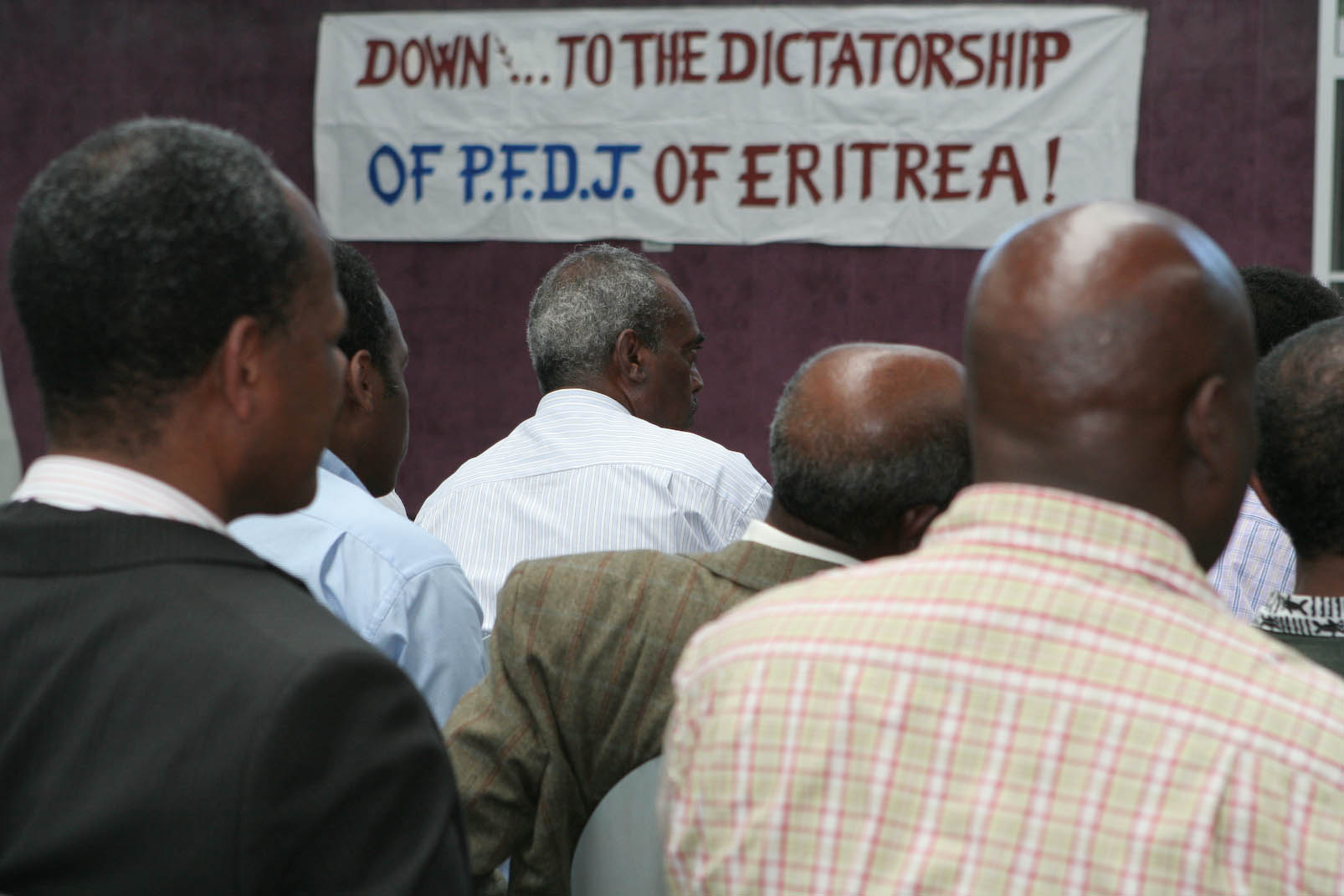
Protestkundgebung bei einem Festival der ELF in Kalbach (Frankfurt am Main) 2007: Mit 6000 Exilanten ist die Eritreische Gemeinde in Frankfurt die größte in Deutschland.

Die Eritreische Befreiungsfront (italienisch Fronte di Liberazione Eritreo, englisch Eritrean Liberation Front, ELF) ist eine marxistisch geprägte eritreische Organisation.
Die Fahne der Eritreischen Befreiungsfront ist himmelblau und zeigt in der Mitte einen grünen Olivenzweig umgeben von einem gleichfarbigen Olivenzweigkranz. Der Olivenzweigkranz zeigt links und rechts jeweils 14 Blätter. Sie war zwischen 1950 und 1962 die offizielle Fahne Eritreas. 
Die Auseinandersetzungen zwischen der Eritreischen Befreiungsfront und der Volksfront für Demokratie und Gerechtigkeit, welche die heutige diktatorische Regierung von Eritrea stellt, dauern auch im unabhängigen Eritrea an.

## Geschichte
Einer der Gründer der ELF war Hamid Idris Awate. 
Sie kämpfte ab Beginn der 1960er Jahre  militärisch für die Unabhängigkeit Eritreas von Äthiopien. 
In den 1970er Jahren spaltete sich die Eritreische Volksbefreiungsfront von der ELF ab. Es kam zu einem Bürgerkrieg zwischen der Eritreischen Befreiungsfront und der Eritreischen Volksbefreiungsfront, in dem sich in den 1980er Jahren die Eritreische Volksbefreiungsfront durchsetzte. Sie stellt somit heute die eritreische Übergangsregierung. Die ELF setzte ihre Tätigkeit vom Ausland aus fort und ist seit der Unabhängigkeit Eritreas im Oppositionsbündnis Eritreische Nationale Allianz vertreten.